# Film i Väst

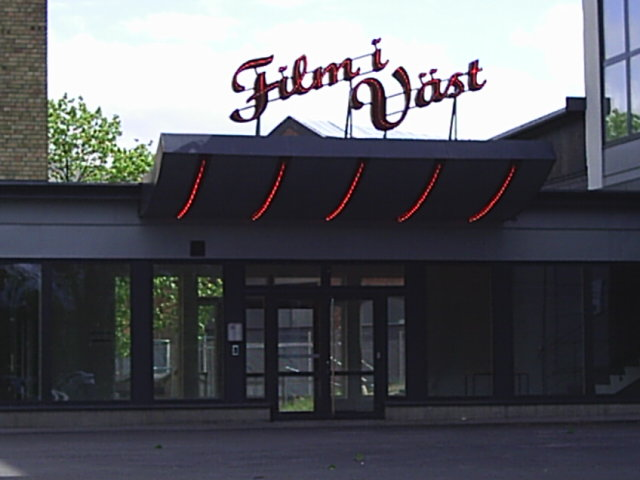
Entrée de Film i Väst à Trollhättan

Film i Väst  (littéralement Film dans l'ouest) est une société de production filmographique située à Trollhättan, en Suède, qui a été fondée en 1992. Lars von Trier a utilisé ces équipements dans des films tels que Dogville et Manderlay, ainsi que le réalisateur Lukas Moodysson pour Fucking Åmål.

## Walk of Fame
Trollhättan possède un petit Walk of Fame (ou Promenade de la gloire) avec des étoiles mettant en avant des artistes de l'industrie de cinéma qui ont travaillé dans des productions de Film i Väst.

## Filmographie sélective
- 1998 : Fucking Åmål
- 1998 : Under solen
- 1999 : Noll tolerans
- 1999 : Tsatsiki, morsan och polisen
- 2000 : Dancer in the Dark
- 2000 : Den bästa sommaren
- 2000 : Det nya landet
- 2000 : Jalla! Jalla!
- 2000 : Together
- 2001 : Livvakterna
- 2001 : Tsatsiki - vänner för alltid
- 2002 : Alla älskar Alice
- 2002 : Bäst i Sverige!
- 2002 : Lilja 4-ever
- 2003 : Den tredje vågen
- 2003 : Dogville
- 2003 : Hannah med H
- 2003 : Kopps
- 2003 : Miffo
- 2003 : Smala Sussie
- 2003 : Tillfällig fru sökes
- 2004 : Danslärarens återkomst
- 2004 : Masjävlar
- 2005 : Kim Novak badade aldrig i Genesarets sjö
- 2005 : Tjenare kungen
- 2005 : Zozo
- 2006 : Storm
- 2014 : Dangerous People de Henrik Ruben Genz
- 2014 : Le Vieux qui ne voulait pas fêter son anniversaire de Felix Herngren
- 2017 : Borg vs. McEnroe de Janus Metz Pedersen